# MTV Vlaanderen
MTV Vlaanderen is de Vlaamse versie van muziek en entertainmentzender MTV. De programmering bestaat vooral op entertainmentprogramma's en in mindere mate uit muziek, vroeger was dit omgekeerd.

## Geschiedenis

### MTV Europe
Vanaf 1987 werd in Vlaanderen MTV Europe uitgezonden. Alle programma's werden door videojockeys uit verschillende Europese landen gepresenteerd in het Engels. Zo was ook Marcel Vanthilt VJ op MTV van 1987 tot 1990.

### MTV Nederland
In februari 2004 werd MTV Europe vervangen en kwam MTV Nederland op de Vlaamse kabel. In tegenstelling tot MTV Nederland, dat in Nederland 24/24 uur uitzendt, zond MTV Nederland van 18 uur tot 06 uur op het kanaal uit waar Nickelodeon Vlaanderen overdag uitzond. MTV had toen de Nederlandse programmering, maar Vlaamse reclameblokken. Daardoor kwamen de reclameblokken en programma's nooit gelijk aan in Vlaanderen. Op 1 december 2006 werd de zendtijd van MTV met 3 uur ingekort, Omdat Nickelodeon Vlaanderen 3 uur extra uitzendtijd kreeg, begon MTV pas uit te zenden vanaf 20 uur tot 5 uur in de ochtend.

### Vervlaamsing van MTV
In december 2008 werd de stijl van MTV aangepast en kon men stilaan spreken over een Vlaamse MTV. In 2009 werd ook de programmering langzamerhand anders. In april 2009 kwam er ook een MTV Chat zoals dat al jaren is met TMF Vlaanderen is. In juli 2009 werd MTV weer in een nieuwe stijl gegooid, dezelfde als de andere Europese MTV kanalen. En ook stilaan lijkt de programmering van MTV Vlaanderen en MTV Nederland niet meer op elkaar. In januari 2010 kreeg MTV Vlaanderen ook een eigen site en wordt het niet meer langer naar de Nederlandse gestuurd. Ook worden sinds 2010 bij de start van MTV om 20 uur, de 2 eerste programma's van MTV Vlaanderen en TMF Vlaanderen aangekondigd. Datzelfde gebeurt ook bij TMF Vlaanderen. In september 2010 komt ook het eerste Vlaamse MTV Programma: TUCS (Tasty Urban Crazy Stuff). Dit wordt gepresenteerd door StuBru-dj Siska Schoeters.

### Uitbreiding van MTV Vlaanderen en vernieuwing uiterlijk
Op 31 mei 2011 werd door Viacom Media Networks Belgium bekendgemaakt dat MTV en Nickelodeon Vlaanderen allebei de klok rond zullen uitzenden, wat betekent dat ze niet langer een kanaal zullen delen. Dit houdt in dat MTV Vlaanderen per 4 oktober 2011 volledig digitaal te zien zal zijn en niet langer in het analoge televisieaanbod voorkomt. Nickelodeon zal de tijd die overblijft op het analoge tv-kanaal innemen. Door de uitbreiding bestond het grootste deel van de programmering uit muziek, dit werd erachter in 2012 al teruggedraaid. Anno 2017 wordt er vanaf 2 uur 's nachts tot 9 uur 'morgens nog muziek uitgezonden op MTV.
Sinds 1 juli 2011 zal MTV Vlaanderen het huidige MTV-logo veranderen en gaat de zin "Music Television" weg uit het nieuwe logo. Ook krijgt MTV Vlaanderen een andere uitstraling. Dit gebeurt ook op alle andere Europese MTV-kanalen. De stijl werd in 2013 en 2015 nogmaals onder handen genomen.
Vanaf eind augustus 2016 wordt er in samenwerking met MTV Nederland een eigen versie gemaakt van het MTV-programma Ex On The Beach onder de naam: Ex On The Beach: Double Dutch. Later dat jaar kwam er een Nederlandse versie van Ridiculousnes: Dutch Ridiculousnes.
Op 1 februari werd bij Telenet MTV verhuisd van kanaal 35 naar 19, waar het sindsdien in HD uitzendt.
Sinds maart 2022 opereert de Vlaamse versie van MTV die de Nederlandse programmering van MTV bevat maar eigen reclames net als MTV Nederland met een Tsjechische uitzendlicentie.
Geschiedenis van de Vlaamse televisie